# Myriocladus
Myriocladus es un género de plantas herbáceas perteneciente a la familia de las poáceas. Es originario de Venezuela y Surinam.

## Taxonomía
El género fue descrito por Jason Richard Swallen y publicado en Fieldiana, Botany 28(1): 34. 1951. La especie tipo es: Myriocladus virgatus Swallen.

## Especies
- Myriocladus affinis Swallen
- Myriocladus cardonae Swallen
- Myriocladus churunensis Swallen
- Myriocladus confertus Swallen
- Myriocladus distantiflorus Swallen
- Myriocladus exsertus Swallen
- Myriocladus gracilis Swallen
- Myriocladus grandifolius Swallen
- Myriocladus involutus Judz. et Davidse
- Myriocladus longiramosus Swallen
- Myriocladus maguirei Swallen
- Myriocladus neblinaensus Swallen
- Myriocladus paludicolus Swallen
- Myriocladus paraquensis Swallen
- Myriocladus paruensis Swallen
- Myriocladus purpureus Swallen
- Myriocladus simplex Swallen
- Myriocladus variabilis Swallen
- Myriocladus wurdackii Swallen